# 丁川
丁川（1431年—1478年），字大容，号东陵，浙江新昌县人，明朝政治人物。

## 生平
天順三年（1459年）舉己卯科浙江鄉試，天順八年，登甲申科進士，授監察御史。历仕左佥都御史，巡抚延绥。著有《东陵文集》。